# إيزوبيكلون
دواء ايزوبيكلون عبارة عن دواء يباع تحت المسمى التجاري لونيستا بين الآخرين في الأماكن العامة. وفي الطب هو عبارة عن دواء يستخدم لمعالجة الأرق وتزعم الأدلة على الانتفاع من الفوائد التي تصل إلى ستة أشهر. درجة فعالية الدواء تتراوح من  خفيفة إلى معتدلة. يؤخذ عن طريق الفم. من بعض الآثار الجانبية لهذا الدواء الشائعة هي الصداع والفم الجاف والغثيان والدوار. قد تشمل الآثار الجانبية الشديدة الأفكار الانتحارية، وسوء المعاملة، والهلوسة، والعدائية. ينصح بمزيد من العناية لأولئك الذين يعانون من مشاكل في الكبد وكبار السن. قد يؤدي الانخفاض السريع في الجرعة إلى الضعف. يُصنَّف الإيزوبيكلون على أنه منوم البنزوديازيبينات المهدئات المنومة وكسيكلوبرولون. يُصنَّف الإيزوبيكلون على أنه منوم البنزوديازيبينات ومن المهدئات المنومة وكسيكلوبرولون. من إنه يعمل عن طريق التفاعل مع مستقبلات التي تستجيب للحمض الأميني غاما الناقل العصبي في الجهاز العصبي المركزي. وتم إثبات الموافقة الطبية لهذا الدواء في الولايات المتحدة عام 2004م. في عام 2016، كان الدواء في المرتبة 286 والأكثر شهرة في الولايات المتحدة بين أكثر من مليون وصفة طبية. لم يتم بيع الأفيكلون في الاتحاد الأوروبي حيث أنه في عام 2009، قضت الوكالة الأوروبية لأدوية بأنه يشبه الزوبيكلون بدرجة كبيرة بحيث لا يمكن اعتباره منتجًا جديدًا محميًا ببراءة اختراع.

## الاستخدام الطبي
توصف العقاقير المنومة المهدئة بما في ذلك الإزوبيكلون على كبار السن أكثر من المرضى الأصغر سنًا على الرغم من أن الأدوية غير مؤثرة بشكل عام. يقترح المؤلفون أنه عند استنفاذ استراتيجيات العلاج غير الدوائية المفضلة، يوفر الإزوبيكلون علاجًا فعالًا للأرق. في عام 2014، طلبت إدارة الغذاء والدواء الأمريكية إلى خفض جرعة البدء من مليجرام إلى 1 مليجرام بعد أن لوحظت في دراسة أنه حتى بعد 8 ساعات من تناول الدواء في الليل، لم يتمكن بعض الأشخاص من التعامل مع أنشطتهم في اليوم التالي مثل القيادة وغيرها من الأنشطة التي تتطلب اليقظة الكامل ولكن الدواء كان فعال بعض الشيء في علاج الأرق حيث تكمن الصعوبة الرئيسية لدى الأشخاص وهي قلة النوم وتمثل الشكوى الأساسية لديهم. كيرش وآخرون. وجدت فائدة أكثر من الدواء الوهمي لتكون ذات أهمية سريرية مشكوك فيها. على الرغم من أن تأثير الدواء واستجابة الدواء الوهمي كانت صغيرة إلى حد ما وذات أهمية سريرية مشكوك فيها، فإن الاثنين ينتجان استجابة سريرية كبيرة إلى حد معقول. لا ينصح بالاستخدام الدائم لدى  عند كبار السن.

### كبار السن
توصف العقاقير المنومة المهدئة بما في ذلك الإزوبيكلون على كبار السن أكثر من المرضى الأصغر سنا على الرغم من أن الأدوية غير مؤثرة بشكل عام.  يجب توخي الحذر عند اختيار دواء منوم مناسب وإذا بدأ العلاج الدوائي فيجب أن يبدأ بأخذ أقل جرعة ممكنة لتقليل الآثار الجانبية الممكنة. في عام 2015، استعرضت الجمعية الأمريكية لأمراض الشيخوخة معلومات السلامة حول الإزوبيكلون والعقاقير المشابهة له، وتوصلت إلى أنه «يجب تجنب العقاقير المنومة لمستقبلات غير البنزوديازيبين، المنومات مستقبلات البنزوديازيبين (ايزوبيكلون، زاليبلون، زولبيديم) دون النظر إلى مدة الاستخدام بسبب الأضرار الناجمة عن ذلك. متوازنة مع الحد الأدنى من فعاليتها في علاج الأرق. توصلت المراجعة إلى هذا التحديد بسبب الأخطار الكبيرة نسبيًا التي يتعرض لها كبار السن من الزولبيديم وغيرهم من العقاقير المجهولة» مع حقيقة أن الأدوية لها الحد الأدنى من الفعالية في علاج الأرق. كان هذا تغييرًا لاتفاقية السد لتوصية لعام 2012، التي اقترحت تقليل  الاستخدام على 90 يومًا أو أقل. ذكرت المراجعة تم حذف 90 يومًا من استخدام التحذير من غير البنزوديازيبين، المنومات لمستقبلات البنزوديازيبينات، مما أدى إلى بيان  تجنب لا لبس فيه (بدون تحذيرات) بسبب الزيادة في دليل الضرر في هذا المجال اخر تحديث لعام  2012. وجدت مراجعة مستفيضة للأدبيات الطبية المتعلقة بإدارة الأرق وكبار السن أن هناك أدلة قوية على فعالية ومتانة العلاجات غير الدوائية للأرق لدى البالغين من جميع الأعمار وأن هذه التدخلات غير مستغلة. وبغض النظر عن البنزوديازيبينات، يبدو أن المنومات غير البنزوديازيبين، بما في ذلك الإيزوبيكلون، تقدم القليل من المزايا السريرية المهمة في الفعالية أو التحمل لدى كبار السن. وقد وجد أن العوامل الأحدث التي لديها آليات عمل جديدة وملفات تعريف أمان محسّنة، مثل منبهات مستقبلات الميلاتونين، تبشر بإدارة الأرق المزمن لدى كبار السن. يفتقر استخدام الأدوية المهدئة للتنويم على المدى الطويل إلى قاعدة أدلة معينة، وقد تم تثبيطها تقليديًا لأسباب تشمل المخاوف من الآثار الضارة المحتملة للعقاقير مثل ضعف الإدراك (فقدان الذاكرة الأمامي)، والتخدير أثناء النهار، وعدم تناسق المحركات، وزيادة خطر الإصابة بالسيارات مما يؤدي إلى  الحوادث والسقوط المفاجئ. بالإضافة إلى ذلك، لا تزال فعالية وسلامة الاستخدام طويل الأجل لهذه العوامل تحدد. مما توصل إلى أن هناك حاجة إلى مزيد من البحوث لتقييم الآثار على المدى الطويل  للعلاج واستراتيجية الإدارة الأنسب لكبار السن الذين يعانون من الأرق المزمن. وبالإشارة إلى التحليل لعام 2009 الذي أشار إلى ارتفاع عدد الإصابات.

## الآثار السلبية
أشارت التحليلات بأن الحبوب المنومة مثل الإيزوبيكلون تؤدي إلى ارتفاع معدلات الوفاة. فرط الحساسية للإسبزكلون هو إشارة عكسية لاستخدامه. بعض الآثار الجانبية هي أكثر شيوعا من غيرها. يمكن تغيير التوصيات حول استخدامه بسبب الظروف الصحية الأخرى. قد تحدث هذه الظروف أو الظروف في الأشخاص الذين انخفضت عملية الأيض لديهم وغيرها من الحالات. يمكن مراعاة وجود ضعف الكبد والرضاعة والأنشطة التي تتطلب اليقظة العقلية (مثل القيادة) عند تحديد التكرار والجرعة طعم غير سارة الصداع وذمة محيطية الم في الصدر تفكير غير طبيعي تغيرات السلوك الاكتئاب  والهلوسة.
- القيادة أثناء النوم والسير أثناء النوم
- جفاف الفم
- طفح أنماط النوم المتغيرة ضعف التنسيق
- الدوار
- النعاس أثناء النهار
- الحكة
- التبول المؤلم أو المتكرر
- آلام الظهر
- السلوك العدواني
- الارتباك
- التحريض
- أفكار انتحارية
- تبدد الشخصية

وجد تحليل عام 2009 أن نسبة الإصابة 44٪ أعلى من الالتهابات الخفيفة، مثل التهاب البلعوم أو التهاب الجيوب الأنفية، لدى الأشخاص الذين يتناولون العقار أو أدوية منومة أخرى مقارنة بأولئك الذين يتناولون الدواء الوهمي.